# アメリカ機械学会
アメリカ機械学会（アメリカきかいがっかい、英: American Society of Mechanical Engineers, ASME）は、アメリカ合衆国における機械工学についての学会であり、職能団体である。1880年、Alexander Lyman Holley、Henry Rossiter Worthington、John Edison Sweet、Matthias N. Forney が蒸気ボイラの圧力容器の事故が頻繁に起きたことへの対策として創設した。ASMEは機械装置の基準と規格を策定していることで知られている。世界最大の技術書出版社 ASME Press も運営しており、機械工学分野の論文集を発行している。また、各種国際会議や数百の職業訓練コースの毎年の開催、様々な外部の教育プログラムへの後援も行っている。
2006年現在、12万人の会員を擁する。

## ASMEの基準と規格
ASME は世界でも最も古くから規格策定を行ってきた組織の1つである。約600種類の基準 (code) と規格 (standard) を策定してきた。その範囲は広く、ボイラ部品、エレベーター、閉導管内の流体測定、クレーン、工具、ファスナー、工作機械などの規格がある。
基準と規格は次のように定義される。
- 規格 (standard): 技術的定義と指針の集まり。その装置の設計者・製造者・運用者・ユーザーにとっての説明書の役割を果たす。
- 基準 (code): 1つ以上の政府に採用され、法律によって強制された規格。または、ビジネス契約に組み込まれた規格。

### ASME BPVC（ボイラ及び圧力容器基準）
ASMEでも、その規模と策定に関与した人数において最大の規格は、ボイラ及び圧力容器基準（ASME Boiler and Pressure Vessel Code、BPVC）である。BPVCはボイラーおよび圧力容器の設計・製造・検査についての規則を提供する規格である。3年ごとに見直しされている。BPVC は以下のように12巻に分かれている。
- I - 動力ボイラ（Power Boilers）
- II - 材料（Materials）
  - Part A - 鉄鋼材料仕様（Ferrous Materials Specifications）
  - Part B - 非鉄材料仕様（Nonferrous Material Specifications）
  - Part C - 溶加棒、電極及び溶加材（Specifications for Welding Rods, Electrodes and Filler Metals）
  - Part D - 特性（米国習慣単位）（Properties (Customary units)）
  - Part D - 特性（メートル単位）（Properties (Metric units)）
- III - 原子力施設用機器の製作に関する規則（Rules for Construction of Nuclear Facility Components）
  - Division 1, Subsection NCA - Division 1, 2, 3 の一般要求事項（General Reqs for Divisions 1, 2, and 3）
  - Division 1, Subdivision NB - Class 1 Components
  - Division 1, Subdivision NC - Class 2 Components
  - Division 1, Subdivision ND - Class 3 Components
  - Division 1, Subdivision NE - Class MC Components
  - Division 1, Subdivision NF - Component Supports
  - Division 1, Subdivision NG - Core Support Structures
  - Division 1, Subdivision NH - Class 1 Components in Elevated Temp Service
  - Division 1, Appendices
  - Division 2, コンクリート製原子炉容器及び格納容器の規格（Code for Concrete Reactor Vessels and Containment）
  - Division 3, 使用済燃料と高レベル放射性廃棄物の格納システム及び輸送パッケージ（Containment Systems & Transportation Packaging of Spent Nuclear Fuel）
- IV - 加熱ボイラ（Heating Boilers）
- V - 非破壊検査（Nondestructive Examination）
- VI - 加熱ボイラの保守及び運転に関する推奨規則（Recommended Rules for the Care and Operation of Heating Boilers）
- VII - 動力ボイラの保守に関する推奨指針（Recommended Guidelines for the Care of Power Boilers）
- VIII - 圧力容器（Pressure Vessels）
  - Division 1 - Design and construction code for pressure vessels up to 3000 psig pressure, and having design factor 3.5 on tensile and other yield and temperature considerations.
  - Division 2 - 代替規則（Alternative Rules）
  - Division 3 - 圧力容器製作の代替規則（Alternative Rules for Construction of High Pressure Vessels）
- IX - 溶接及びろう付けの認定（Welding and Brazing Qualifications）
- X - 強化プラスチック(FRP)製圧力容器（Fiber-Reinforced Plastic Pressure Vessels）
- XI - 原子力発電所用機器の操業中の点検に関する規則（Rules for In-service Inspection of Nuclear Power Plant Components）
- XII - 輸送タンクの製作及び継続使用（Rules for Construction and Continued Service of Transport Tanks）

### ASME B31（圧力配管基準）
- B31.1 - 動力配管（Power Piping）
- B31.3 - 化学・石油精製配管（Process Piping）
- B31.4 - 液化石油輸送配管（Pipeline Transportation Systems for Liquid Hydrocarbons and Other Liquids）
- B31.5 - 冷却配管（Refrigeration Piping）
- B31.8 - ガス輸送分配配管（Gas Transportation and Distribution Piping）
- B31.9 - 建築配管（Building Services Piping）
- B31.11 - スラリー輸送配管（Slurry Transportation Piping Systems）

## 顕彰
- ASMEメダル
- ティモシェンコ・メダル
- ドラッカーメダル